# 15353 Meucci
15353 Meucci eller 1994 WA är en asteroid i huvudbältet som upptäcktes den 22 november 1994 av den italienske astronomen Vincenzo Silvano Casulli vid Colleverde-observatoriet. Den är uppkallad efter den italienska uppfinnaren Antonio Meucci.
Asteroiden har en diameter på ungefär 4 kilometer.